# Loopkoets

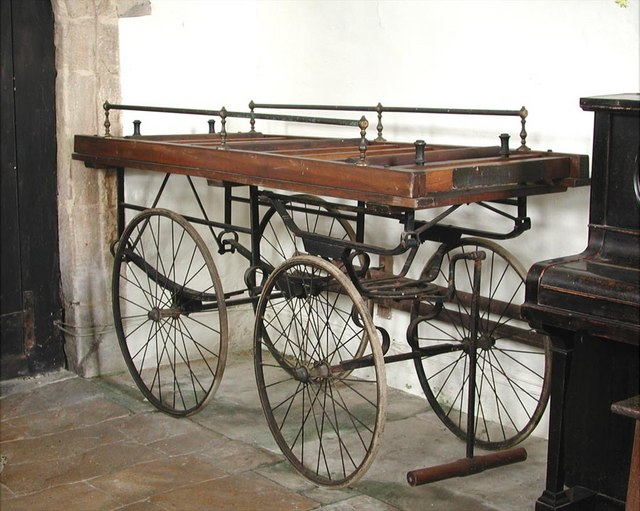

Een loopkoets is een koetsvormig voertuig, dat tijdens uitvaarten gebruikt kan worden.
Deze koets wordt niet door paarden voortbewogen maar door nabestaanden. Het voertuig is voorzien van vier koetswielen en op het bed wordt de doodskist geplaatst. Deze wordt gezekerd middels kiststoppers. Achter op de loopkoets is een kinderbeugel aangebracht, die door de kleinere kinderen kan worden gebruikt om de loopkoets met een dierbare voort te bewegen. De loopkoets wordt gebruikt voor afstanden tot drie kilometer.
Op 31 maart 1896 is aan R.A. McCurley octrooi verleend voor een "Funeral carriage or car" onder patentnummer 557335.